# Bryce Love
Jonathan Bryce Love (geboren am 8. Juli 1997 in Raleigh, North Carolina) ist ein US-amerikanischer American-Football-Spieler auf der Position des Runningbacks. Er spielte College Football für die Stanford University und gewann 2017 den Doak Walker Award. Love stand in der National Football League (NFL) beim Washington Football Team unter Vertrag, kam aber verletzungsbedingt zu keinem Einsatz.

## College
Love stellte ab 2009 mehrere nationale Sprintrekorde in seinen Altersklassen auf. Im Jahr 2009 wurde er von USA Track & Field als Youth Athlete of the Year ausgezeichnet. Er besuchte die Wake Forest-Rolesville High School in Wake Forest, North Carolina.
Ab 2015 ging Love auf die Stanford University, um College Football für die Stanford Cardinal zu spielen. In seinen ersten beiden Saisons am College war er der Backup für Christian McCaffrey, der in der ersten Runde des NFL Draft 2017 von den Carolina Panthers ausgewählt wurde.
In seiner dritten Spielzeit für Stanford war Love am erfolgreichsten. Er erlief 2118 Yards und 19 Touchdowns. Love gewann den Doak Walker Award für den besten Runningback im College Football, ebenso den Lombardi Award. Darüber hinaus wurde er in das All-Star-Team der Pacific-12 Conference (Pac-12), zum Offensive Player of the Year in der Pac-12 und zum Unanimous All-American gewählt. Bei der Wahl zur Heisman Trophy 2017 belegte Love den zweiten Platz hinter Quarterback Baker Mayfield.
Love meldete sich nach seiner starken Saison 2017 überraschend nicht für den NFL Draft an, sondern beschloss, ein weiteres Jahr in Stanford zu bleiben, um mit den Cardinal weitere Erfolge zu erzielen sowie insbesondere seinen Abschluss in Humanbiologie zu machen, um später Kinderarzt zu werden. In der Saison 2018 konnte er wegen einer Knöchelverletzung und einer schwachen Offensive Line nicht an seine Leistungen aus dem Vorjahr anschließen. In 10 Spielen kam er auf 739 Yards und sechs Touchdowns. Im Spiel gegen die California Golden Bears am 1. Dezember 2018 zog sich Love einen Kreuzbandriss zu.

### College-Statistiken

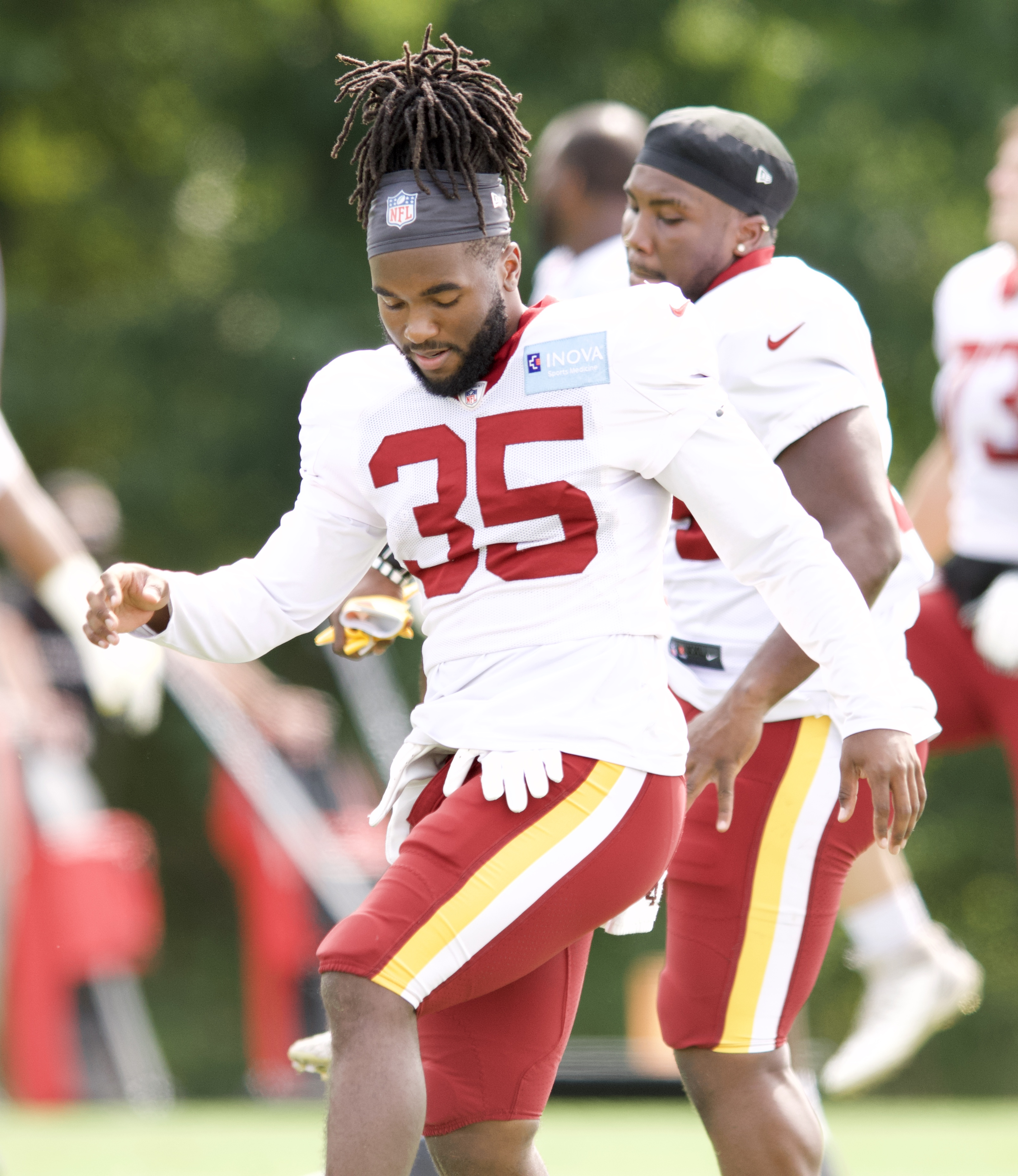
Love 2020 im Trainingscamp

| Saison                       | Team              | Spiele | Rushing | Rushing | Rushing | Rushing | Receiving | Receiving | Receiving | Receiving |
| Saison                       | Team              | Spiele | Att     | Yds     | Avg     | TD      | Rec       | Yds       | Avg       | TD        |
| ---------------------------- | ----------------- | ------ | ------- | ------- | ------- | ------- | --------- | --------- | --------- | --------- |
| 2015                         | Stanford Cardinal | 14     | 29      | 225     | 7,8     | 2       | 15        | 250       | 16,7      | 1         |
| 2016                         | Stanford Cardinal | 12     | 111     | 783     | 7,1     | 3       | 8         | 83        | 10,4      | 1         |
| 2017                         | Stanford Cardinal | 13     | 263     | 2118    | 8,1     | 19      | 6         | 33        | 5,5       | 0         |
| 2018                         | Stanford Cardinal | 10     | 166     | 739     | 4,5     | 6       | 20        | 99        | 5,0       | 0         |
| Total                        | Total             | 49     | 569     | 3865    | 6,8     | 30      | 49        | 265       | 9,5       | 2         |
| Quelle: sports-reference.com |                   |        |         |         |         |         |           |           |           |           |

## NFL
Love wurde im NFL Draft 2019 in der vierten Runde an 112. Stelle von den Washington Redskins ausgewählt. Wegen seines Kreuzbandrisses verpasste er die Saison 2019 vollständig. In der Vorbereitung auf die Saison 2020 nahm er am Training teil und stand zunächst im aktiven Kader, wurde aber im Oktober auf die Injured Reserve List gesetzt und bestritt in der Folge auch 2020 kein Spiel für Washington. Am 19. April 2021 entließ das Football Team Love.